# Giovanni Borgia (1474-1497)
Pour les articles homonymes, voir Giovanni Borgia, Famille Borgia et Borgia (homonymie).
Giovanni Borgia, également connu sous le nom de Juan Borgia, né aux environs de 1474 à Rome et mort assassiné dans la même ville dans la nuit du 14 au 15 juin 1497, est le fils naturel du cardinal Roderic Borgia (futur pape Alexandre VI). Il est l'un des membres de la famille Borgia, 2e duc de Gandia, 1er prince de Tricarico, gonfalonier de l'Église et préfet de Rome.

## Biographie

### Origines familiales
La famille Borgia (Borja en espagnol) est originaire du royaume de Valence et voit son influence augmenter au XVe siècle, quand le grand-oncle paternel de Giovanni devient pape sous le nom de Calixte III en 1455, puis Roderic (Rodrigo en espagnol) sous le nom d'Alexandre VI en 1492.
Bien que les précédents papes aient eu parfois des maîtresses, son père s'avère le premier à reconnaître publiquement ses enfants, ce qui vaut à Giovanni d'être souvent appelé « le neveu du pape », par pudeur, tout comme ses frères et sœurs.

### Jeunesse
Son père nourrit de grands projets pour lui. Envoyé dans la garde pontificale lorsque son père devient pape, Giovanni est légitimé. Nommé deuxième duc de Gandia à la mort de son demi-frère, il épouse la cousine du roi d'Aragon, Maria Henriquez.
Giovanni Borgia devient préfet de Rome, poste jusque-là tenu par la famille Orsini. Gonfalonier de l'Église, il tente de s'opposer à l'armée du roi Charles VIII de France mais ne peut rien faire face à une force aussi puissante.
Souvent décrit comme un homme ambitieux et, surtout arrogant, on le presse pour devenir roi de Naples grâce à son mariage et à son père le pape, mais cette tentative échoue.

### Assassinat
En 1497, on retrouve le corps poignardé de Giovanni dans le Tibre. Son frère César est soupçonné ; il aurait agi pour des raisons soit politiques, soit  personnelles, l'épouse de Gioffre, Sancha d'Aragon, fille du roi de Naples, ayant été la maîtresse de César et de Giovanni.
D'autres thèses circulent sur sa mort, Giovanni Borgia s'étant attiré beaucoup d'inimitiés. L'enquête ouverte en 1497 ne parvient pas à élucider les circonstances de son assassinat.
Son frère César prend son titre de gonfalonier de l'Église et de duc de Gandia et devient le premier cardinal de l'histoire à abandonner cette fonction.

### Mariage et postérité
Giovanni épouse Maria Enriquez de Luna, fille de Henri Enríquez, amiral de Sicile, et de Maria de Luna. Henri Enríquez est le fils de Fadrique II Enríquez, amiral de Castille, et de Marie-Thérèse Fernández de Córdoba, frère de Jeanne Enríquez, la mère de Ferdinand le Catholique, et le frère de María Enríquez, arrière-grand-mère d'Éléonore de Tolède.
Giovanni Borgia et María Enríquez de Luna ont un fils, Jean II de Gandie, qui épouse Jeanne d'Aragon, fille naturelle d'Alphonse d'Aragon, archevêque de Saragosse.
Ces derniers ont, notamment, un fils (le petit-fils de Giovanni), François Borgia, duc de Gandia, vice-roi de Catalogne, canonisé en 1671 par Clément X.

## Les Borgia dans la fiction
- César Borgia, film muet italien de Gerolamo Lo Savio, sorti en 1912, avec Ubaldo Pittei dans le rôle de Giovanni Borgia.
- Lucrèce Borgia, film français sorti en 1935, réalisé par Abel Gance. Juan Borgia, interprété par Maurice Escande, y est représenté comme un homosexuel.
- The Borgias, série britannique de dix épisodes, diffusée en 1981, réalisée par Brian Farnham. Juan Borgia est interprété par George Camiller.
- Los Borgia, film espagnol sorti en 2006 et produit par Antonio Hernández. Juan Borgia est interprété par Sergio Múñiz.
- The Borgias, série américaine créée par Neil Jordan ; Juan Borgia est interprété par David Oakes.
- Borgia, série produite par Atlantique Productions et Lagardère Entertainment, diffusée sur Canal + en octobre 2011 ; Juan Borgia est interprété par Stanley Weber.

### Source partielle
- Marie-Nicolas Bouillet  et Alexis Chassang (dir.), « Giovanni Borgia (1474-1497) » dans Dictionnaire universel d’histoire et de géographie, 1878 (lire sur Wikisource)